# Orienantius
Orienantius ritteri — вимерлий рід птахів із нижньої крейди Китаю.

## Опис
Обидва екземпляри Orienantius походять із формації Huajiying провінції Хебей. За оцінками авторів, обидві особини були приблизно такого ж розміру, як євразійський жайворонок. Відсутність зрощення зап'ястково-п'ясткового, великогомілково-п'ясткового, п'ястково-п'ясткового та інших складних кісток дозволяє авторам припустити, що голотип Orienantius не був скелетно зрілим на момент смерті. Скам'янілості Orienantius зберігають великі м'які тканини без оперення шиї, задніх кінцівок, передніх кінцівок і вісцеральної області, що є винятковим станом збереження для викопних птахів. М'які тканини Orienantius дозволили дослідникам краще оцінити літальні можливості базальних енантіорнітінів; Orienantius показав докази того, що він був здатний до високої маневреності та періодичного планування закрилків.

## Етимологія
Назва Orienantius складається з префікса «Ori-», що означає «світанок», і суфікса «-enantius», що означає «протилежний». Назва виду, ritteri, на честь німецького вченого Йоганна Вільгельма Ріттера.